# 高濱拓矢
高濱 拓矢（たかはま たくや、1990年5月25日 - ）は、熊本県出身のバスケットボール選手である。ポジションはSG。身長184cm、体重74kg。Explorer Kagoshima（3X3）所属。

## 来歴
2009年4月、熊本県立熊本工業高等学校を経て東海大学九州へ進学。卒業後の2013年、熊本ヴォルターズ（NBL）へ入団。
2016年、B.league発足に伴い熊本ヴォルターズ（B2西地区）へ所属。
2017年6月30日、契約満了につき退団。
2017年7月19日、パスラボ山形ワイヴァンズと新規選手契約。
2019年6月30日、契約満了につき退団。
2019シーズン、3X3のExplorers Kagoshimaと新規選手契約を締結。
2023年4月16日、「がんばるばい熊本復興マッチ　エキシビションマッチ」において、小林慎太郎・青島心・松永建作とともにユニフォームに袖を通した。
2023年4月23日、3X3のExplorers Kagoshimaと4季ぶりに選手契約。

## 経歴
- 東海大学九州 - 熊本ヴォルターズ（NBL） (2013-2016)  - 熊本ヴォルターズ (2016-2017) - パスラボ山形ワイヴァンズ (2017-2019) - Explorers Kagoshima（2019）-  Explorers Kagoshima（2023）

## 記録
| シーズン    | チーム | GP | GS | MPG | FG%  | 3P%  | FT%  | RPG | APG | SPG | BPG | TO  | PPG |
| ----------- | ------ | -- | -- | --- | ---- | ---- | ---- | --- | --- | --- | --- | --- | --- |
| NBL 2013-14 | 熊本   | 23 |    |     |      |      |      |     |     |     |     |     | 1.1 |
| NBL 2014-15 | 熊本   | 22 |    | 2.4 | .457 | .556 | .333 | 0.4 | 0.0 | 0.1 | 0.0 | 0.3 | 2.0 |
| NBL 2015-16 | 熊本   | 25 |    | 4.7 | .319 | .308 | .813 | 0.4 | 0.1 | 0.3 | 0   | 0.4 | 2.9 |
| B2 2016-17  | 熊本   |    |    |     |      |      |      |     |     |     |     |     |     |